# Palencia de Negrilla
Palencia de Negrilla is een gemeente in de Spaanse provincie Salamanca in de regio Castilië en León met een oppervlakte van 16,36 km². Palencia de Negrilla telt 156 inwoners (1 januari 2016).

## Demografische ontwikkeling
Bron: INE, 1857-2011: volkstellingen